# Arcidiecéze Perth
Arcidiecéze Perth (latinsky Archidioecesis Perthensis) je římskokatolická arcidiecéze na území australského spolkového státu Západní Austrálie s katedrálou Neposkvrněného Početí v Perthu. Jejím současným arcibiskupem je Timothy Costelloe. Jde o metropolitní arcidiecézi, jíž jsou podřízeny tyto sufragánní diecéze na území australského státu Západní Austrálie:
- Diecéze Broome
- Diecéze Bunbury
- Diecéze Geraldton

## Stručná historie
Roku 1845 vznikla Diecéze perthská, vyčleněná z území Arcidiecéze Sydney, k níž byla původně sufragánní. Roku 1874 se stala součástí melbournské církevní provincie. V roce 1913 se stala metropolitní arcidiecézí. V letech 1867 - 1982 z ní bylo vyčleněno území teritoriálního opatství New Norcia, to však v roce 1982 přestalo být teritoriální.